# Världens sista roman
Världens sista roman är en roman av Daniel Sjölin från 2007. Boken är på ytan en lek med fiktionen och med självbiografin samt en drift med bekännelselitteratur.
Under ytan handlar romanen om en författare (Daniel Sjölin) som ställd inför förlusten av ett barn, tar till fantasins och språkets alla hjälpmedel för att ha ihjäl sitt författarskap i utbyte mot kärlek. Genom att dölja för att visa, bekänna för att ljuga och avsky för att älska, förgörs romanen i samma rörelse som den skapas.
Enligt Sjölin är boken avslutningen på hans författarskap.